# Сражение при Дигуре
Сражение при Дигуре — одно из сражений русско-турецкой войны 1828—1829 годов на Кавказском театре военных действий, произошедшее 1 (13) — 2 (14) июня 1829 года юго-западнее города Ахалцых.
В последней декаде мая 1829 года турецкие войска основными силами перешли в наступление через Саганлугский хребет к Бегли-Ахмету и Карсу, а силами корпуса Кягьи-бека из Аджарии к Ахалцыху.
Командир Отдельного Кавказского корпуса генерал-адъютант граф И. Ф. Паскевич приказал генерал-майору Н. Н. Муравьеву со всем Ардаганским отрядом соединиться у Дигура (совр. Пософ) с прикрывавшим Ахалцых отрядом генерал-майора И. Г. Бурцева (Херсонский пехотный полк) и закрыть туркам выход из ущелья реки Посхов-чая (совр. Поцхови). 
Муравьев немедленно двинулся к Дигуру. Бурцев, получив ночью 30 мая приказ, также отправил к Дигуру полковника Гофмана с тремя ротами херсонцев, 200 казаков и 4 орудия, а сам поспешил в Ахалцых, чтобы с остальными выступить вслед за Гофманом.
Гофман к 10 часам утра 1 июня подошел к Посхов-чаю напротив Дигура, за которым у села Чаборио (совр. Чабориа) стоял турецкий лагерь, который поднялся по тревоге, как только казаки переправились через речку. Гофман очутился один лицом к лицу с многочисленным противником, который силами конницы в 11 часов атаковал русских. Несмотря на ряд атак, турки не могли сломить каре херсонцев, поддерживаемых огнем четырёх орудий и спешившимися казаками. В 4 часа дня подошел Бурцев с двумя батальонами и почти одновременно показался авангард Муравьева, после чего турецкая конница отступила. 
Муравьев, принявший командование над объединённым отрядом, решил 2 июня атаковать турецкий лагерь одновременно двумя колоннами. 
Утром 2 июня колонна Бурцова начала наступление. Конница Кягьи-бека всей массой обрушилась на шедший первым егерский батальон Забродского, едва он стал подниматься на высоты. Бурцев приказал пехотному батальону Ширванского пехотного полка подкрепить егерей. Их прибытие заставило Кягьи-бека ослабить натиск на Забродского, который направил часть сил для захвата Дигура. 
В это же время ширванцы при поддержке донских казаков ворвались в село Чаборио. Бурцев двинул в штыки резерв — 6 рот херсонцев, а за ними конный мусульманский полк. В это время в тылу турок появилась колонна полковника Сергеева (остальные войска Ардаганского отряда), задержавшаяся при переправе через Посхов-чай. В результате вся масса турецкой конницы бежала, и лагерь турок был захвачен. Весь корпус Кягьи-бека рассеялся в направлении Аджарии.
У русских выбыли из строя 120 человек; урон турок составил, по их показаниям, до 1200 человек одними убитыми.